# Guendalina
Guendalina es la primera muñeca creada por Fábricas Agrupadas de Muñecas de Onil Sociedad Anónima en el año 1958.

## Historia
Guendalina fue creada en el año 1958 por el escultor José Sebastiá Claver. Fue la primera muñeca creada íntegramente por y para FAMOSA ya que las otras muñecas de esa época o anteriores eran creaciones de las anteriores empresa que la habían integrado. Tuvo una gran aceptación debido a su gran calidad y se mantuvo en el mercado hasta finales de los 60, cuando finalmente su predecesora Pierina la desbancó debido a su menor tamaño y precio inferior. Su creación fue de gran importancia, dado que es considerada como una de las grandes precursoras de la que sería la muñeca maniquí españolas por excelencia: Nancy (muñeca)

## Características
Guendalina sufrió varios cambios a lo largo de los años, aunque muchas de su características se mantuvieron. Su altura es de 74 centímetros y posee puntos de articulación en cuello, cintura, muñecas, cadera, muslos y tobillos. Uñas pintadas en manos y pies. Posee un amplio y diverso vestuario y se puede elegir entre una gran gama de cortes y colores de cabello.

#### Primera generación
Las primeras Guendalinas estaban realizadas completamente en Poliestireno y pintadas posteriormente. Sistema de ojos flirty (durmiente y basculante: podía abrir y cerrar los ojos y también mirar hacia los lados inclinándole la cabeza en ambas direcciones) con pestañas de pelo natural. Boca abierta con dientes y lengua de tela. Peluca de pelo natural en diversos colores.

#### Segunda generación
Con la aparición del plástico soplado, Guendalina pasa a estar hecha en una combinación de materiales. La cabeza y la parte superior de los muslos sigue siendo de Poliestireno pintado, pasando a ser de polietileno soplado el resto del cuerpo. Este cambio supone un gran avance, dado que la muñeca adquiere una mayor resistencia y reduce el coste de la misma. La lengua deja de ser de tela y pasa a formar parte del propio relieve del molde de la cabeza. Se empiezan a utilizar pelucas de pelo sintético, lo cual también resulta más higiénico y contribuye al abarate de la producción. Mantiene el sistema de ojos flirty pero las pestañas pasan a ser también sintéticas. 

#### Tercera generación
Las últimas Guendalinas son producidas enteramente de polietileno con cabeza de goma y pelo sintético implantado. Pierden la articulación del muslo por lo que el tamaño se reduce en 2 centímetros.